# Villa Bellona

Villa Bellona (även Villa Belona) är en byggnad vid Universitetsvägen på Stockholms universitets campusområde i Frescati.   
Den röda trävillan mellan Lantbruksakademins museum Lantis och Södra huset är den enda bevarade av de sju så kallade Professorsvillorna från Experimentalfältets tid. Den uppfördes 1907 enligt arkitekt Lars Johan Lehmings ritningar i brytningstiden mellan jugend och nationalromantik. 
I samband med att Södra huset uppfördes revs de övriga sex Professorsvillorna. Villa Bellona fungerade som platskontor och skulle enligt de ursprungliga planerna också rivas, men beslutet ändrades och byggnaden bevarades.